# 广福寺银杏园
广福寺银杏园，位于山东省郯城县重坊镇。是中华人民共和国山东省省级文物保护单位之一。

## 概述
重坊镇所在地势低平，沙质土壤，适宜银杏种植。传说在北魏正光年间，有僧侣从洛阳云游到此处一座土丘上，认为此处是建造庙宇的好地方，但又不是一时所能实现的，为了将自己的心愿寄托干后人，他就在土丘上的小庵附近，亲手栽植了两棵银杏，并将小庵命名为“广福寺”（后建官竹寺），所种植的银杏，被当地人称之为“大神树”。
2013年，列入第四批山东省文物保护单位，该文物保护单位是一座其他类型文物保护单位。